# Elisabetta Introini
Elisabetta Introini (Milano, 30 novembre 1961) è un'ex canoista italiana.

## Carriera
Nata a Milano nel 1961, inizia a praticare la canoa nel 1976, a 15 anni, al Circolo Canoa/kayak dell'Idroscalo. Nel 1990 passa al Circolo Canottieri Mariner di Roma. A 18 anni, nel 1979, vinse due medaglie ai Giochi del Mediterraneo di Spalato: un oro nel K-2 500 m (insieme a Luisa Ponchio) ed un bronzo nel K-4 500 m (insieme ad Elisabetta Bassani, Isabella Molinari e Luisa Ponchio). L'anno successivo partecipò ai Giochi olimpici di Mosca 1980 nella gara del K2 500 metri, insieme a Luisa Ponchio. Le due arrivarono seste in batteria con il tempo di 1'58"35 e quinte in semifinale, in 1'55"29, non qualificandosi per la finale. Più tardi si dedicò alla canoa marathon, vincendo tre medaglie ai Mondiali nel K-1: un bronzo a Győr 1999, un argento a Stockton-on-Tees 2001 ed un oro a Zamora 2002.

## Palmarès
- Giochi del Mediterraneo

Spalato 1979: oro nel K-2 500 m (insieme a Luisa Ponchio), bronzo nel K-4 500 m (insieme ad Elisabetta Bassani, Isabella Molinari e Luisa Ponchio).
- Campionati mondiali di maratona canoa/kayak

Győr 1999: bronzo nel K-1.
Stockton-on-Tees 2001: argento nel K-1.
Zamora 2002: oro nel K-1.